# لیپنا (استان لوبوسکی)
لیپنا (استان لوبوسکی) (به لهستانی: Lipna) یک روستا در لهستان است که در گمینا پژووز واقع شده‌است.